# Jegor Jewgenjewitsch Schastin
Jegor Jewgenjewitsch Schastin (russisch Егор Евгеньевич Шастин; * 10. September 1982 in Kiew, Ukrainische SSR) ist ein russischer Eishockeyspieler, der zuletzt bei Torpedo Ust-Kamenogorsk in der Wysschaja Hockey-Liga unter Vertrag stand.

## Karriere
Jegor Schastin begann seine Karriere als Eishockeyspieler in der Nachwuchsabteilung des HK Awangard Omsk, für dessen Profimannschaft er in der Saison 1998/99 sein Debüt in der Superliga gab. Dabei gab er in insgesamt acht Spielen eine Torvorlage. In der Folgezeit kam der Angreifer, der von 1998 bis 2000 parallel für Awangards zweite Mannschaft in der drittklassigen Perwaja Liga aktiv war, regelmäßig für das Profiteam von Awangard in der Superliga zum Einsatz und wurde in der Saison 2000/01 mit seiner Mannschaft Vizemeister. Erst im Playoff-Finale musste er sich mit seiner Mannschaft dem HK Metallurg Magnitogorsk in der Best-of-Seven-Serie mit 2:4 Siegen geschlagen geben. 
Die Saison 2002/03 verbrachte Schastin beim HC Ambrì-Piotta in der Schweizer Nationalliga A. Für diesen erzielte er in insgesamt 47 Spielen je drei Tore und Vorlagen. Zudem kam er zu zwei Einsätzen für den HC Sierre in der Nationalliga B, bei denen er ein Tor erzielte. Zu Saisonende bestritt er vier Spiele für die zweite Mannschaft seines Ex-Klubs Awangard Omsk in der Perwaja Liga. In der Saison 2003/04 spielte er für den HK Sibir Nowosibirsk in der Superliga. Die folgende Spielzeit begann er bei seinem Ex-Klub Awangard Omsk und beendete sie beim SKA Sankt Petersburg. 
Die Saison 2005/06 verbrachte Schastin bei Neftechimik Nischnekamsk in der Superliga, ehe er kurz vor Saisonende zu Torpedo Nischni Nowgorod aus der Wysschaja Liga, der zweiten russischen Spielklasse, wechselte. Mit seinem neuen Verein erreichte er in der Saison 2006/07 als Zweitligameister den Aufstieg in die Superliga. Nach einem weiteren Jahr in der Superliga, steht der ehemalige Junioren-Nationalspieler seit der Saison 2008/09 für Torpedo Nischni Nowgorod in der neu gegründeten Kontinentalen Hockey-Liga auf dem Eis. Im Anschluss an die Saison 2010/11 wurde sein Vertrag nicht verlängert. Ende Oktober 2011 wurde er für den Rest der Saison 2011/12 vom HK Lada Toljatti aus der zweitklassigen Wysschaja Hockey-Liga verpflichtet.

### International
Für Russland nahm Schastin an der U18-Junioren-Weltmeisterschaft 2000 und der U20-Junioren-Weltmeisterschaft 2001 teil. Vor allem bei der U18-WM 2000, bei der er mit seiner Mannschaft die Silbermedaille gewann, konnte er überzeugen. Er war sieben Toren und vier Vorlagen in sechs Spielen sowohl bester Torschütze, als auch Topscorer des Turniers. Zudem wurde er zum besten Stürmer der U18-WM gewählt.

## Erfolge und Auszeichnungen
- 2001 Russischer Vizemeister mit dem HK Awangard Omsk
- 2007 Meister der Wysschaja Liga und Aufstieg in die Superliga mit Torpedo Nischni Nowgorod

### International
- 2000 Silbermedaille bei der U18-Junioren-Weltmeisterschaft
- 2000 Topscorer der U18-Junioren-Weltmeisterschaft
- 2000 Bester Torschütze der U18-Junioren-Weltmeisterschaft
- 2000 Bester Stürmer der U18-Junioren-Weltmeisterschaft

## KHL-Statistik
(Stand: Ende der Saison 2010/11)